# XV Juegos Centroamericanos y del Caribe
Los XV Juegos Centroamericanos y del Caribe se celebraron en Santiago de los Caballeros, República Dominicana,  entre el 24 de junio y el 5 de julio de 1986.

## Historia
Después de solo 12 años, República Dominicana vuelve a albergar los juegos. Las delegaciones de Islas Vírgenes Británicas y Granada participan por primera vez.

## Deportes
A los juegos asistieron 2.963 atletas de 26 naciones. Por primera vez en los juegos, dos países fueron subsedes de los eventos, Cuba para la esgrima y México para el hockey sobre césped y los eventos de remo. Cuba ocupa el primer lugar del medallero, con 299 medallas, 174 de ellas de oro, mientras que México queda en el segundo con 133 medallas. Sylvia Poll, nadadora costarricense, se convierte en la figura de los juegos tras obtener 10 preseas de oro en la disciplina de natación.

## Medallero
La tabla se encuentra ordenada por la cantidad de medallas de oro, plata y bronce.
Si dos o más países igualan en medallas, aparecen en orden alfabético.
| Núm. | País                      | Oro | Plata | Bronce | Total |
| ---- | ------------------------- | --- | ----- | ------ | ----- |
| 1    | Cuba                      | 174 | 81    | 44     | 299   |
| 2    | México                    | 40  | 49    | 44     | 133   |
| 3    | Venezuela                 | 18  | 42    | 60     | 120   |
| 4    | Puerto Rico               | 13  | 29    | 50     | 92    |
| 5    | Costa Rica                | 11  | 0     | 3      | 14    |
| 6    | Colombia                  | 10  | 22    | 37     | 69    |
| 7    | República Dominicana      | 9   | 34    | 27     | 70    |
| 8    | Trinidad y Tobago         | 3   | 6     | 7      | 16    |
| 9    | Jamaica                   | 2   | 8     | 7      | 17    |
| 10   | Guatemala                 | 2   | 4     | 9      | 15    |
| 11   | Bahamas                   | 2   | 4     | 4      | 10    |
| 12   | Panamá                    | 1   | 5     | 11     | 17    |
| 13   | Islas Vírgenes Americanas | 1   | 1     | 2      | 4     |
| 14   | Guyana                    | 1   | 1     | 1      | 3     |
| 15   | Suriname                  | 1   | 0     | 0      | 1     |
| 16   | Antillas Neerlandesas     | 0   | 1     | 0      | 1     |
| 17   | Belice                    | 0   | 1     | 0      | 1     |
| 18   | Honduras                  | 0   | 1     | 0      | 1     |
| 19   | Barbados                  | 0   | 0     | 5      | 5     |
| 20   | Haití                     | 0   | 0     | 1      | 1     |